# Obihoutsnip
De obihoutsnip (Scolopax rochussenii) is een vogel uit de familie Scolopacidae (Strandlopers en snippen). De vogel werd in 1866 door Hermann Schlegel beschreven aan de hand van een exemplaar dat in augustus 1862 op het eiland Obi werd gedood. Schlegel vernoemde deze snip naar de toen al als zodanig afgetreden Gouverneur-generaal van Nederlands-Indië, Jan Jacob Rochussen vanwege zijn steun in het verleden aan wetenschappelijk onderzoek in Nederlands-Indië. Het is een bedreigde, endemische vogelsoort op de Molukken, een eilandengroep in het oosten van de Indische Archipel.

## Kenmerken
De vogel is 32 tot 40 cm lang, 25% groter dan de (gewone) houtsnip. Het is een grote, relatief licht gekleurde houtsnip, hij is ook lichter dan de celebeshoutsnip met een licht okerkleurige buik en borst met weinig en kleine opvallende streepjes. Van boven heeft de vogel vrij grove zwarte vlekken op een okerkleurige ondergrond.

## Verspreiding en leefgebied
Deze soort is endemisch op de eilanden Obi en Bacan (Noord-Molukken). Het is een vogel van natuurlijk tropisch bos in laagland (minder dan 500 m boven zeeniveau), in de buurt van water. De vogel kan ook voorkomen in bos waarin selectief gekapt is en in kokospalmplantages en landbouwgebied.

## Status
De obihoutsnip heeft een beperkt verspreidingsgebied en daardoor is de kans op uitsterven aanwezig. De grootte van de populatie werd in 2017 (op grond van schattingen uit 2013) door BirdLife International geschat op 10 tot 20 duizend individuen en de populatie-aantallen nemen af door habitatverlies. Het leefgebied wordt aangetast door ontbossing waarbij natuurlijk bos wordt omgezet in gebied voor agrarisch gebruik en voor de goudwinning. Daarnaast ontbreken beschermde natuurgebieden op de eilanden. Om deze redenen staat deze soort als kwetsbaar op de Rode Lijst van de IUCN.